# Sofia Correia
Sofia Correia (Loulé, 2001) es una deportista portuguesa que compite en gimnasia en la modalidad de trampolín.
Ganó dos medallas en el Campeonato Mundial de Gimnasia en Trampolín, en los años 2022 y 2023, y una medalla de bronce en el Campeonato Europeo de Gimnasia en Trampolín de 2024.

## Palmarés internacional
| Campeonato Mundial | Campeonato Mundial       | Campeonato Mundial | Campeonato Mundial |
| Año                | Lugar                    | Medalla            | Prueba             |
| ------------------ | ------------------------ | ------------------ | ------------------ |
| 2022               | Sofía (Bulgaria)         | Medalla de bronce  | Equipo mixto       |
| 2023               | Birmingham (Reino Unido) | Medalla de plata   | Equipo mixto       |
| Campeonato Europeo |                          |                    |                    |
| Año                | Lugar                    | Medalla            | Prueba             |
| 2024               | Guimarães (Portugal)     | Medalla de bronce  | Equipo             |